# 大阪第一運輸所
大阪第一運輸所（おおさかだいいちうんゆしょ）は、大阪市東淀川区にある東海旅客鉄道（JR東海）関西支社の運転士・車掌が所属する乗務員区所である。

## 歴史
- 1964年（昭和39年）4月21日 - 東海道新幹線支社大阪車掌所として発足。
- 1975年（昭和50年）8月15日 - 組織改正に伴い、新幹線総局大阪車掌所となる。
- 1987年（昭和62年）3月1日 - 国鉄分割民営化を控え、東海道新幹線担当を大阪東車掌所、山陽新幹線担当を大阪西車掌所として分割する。
- 1987年（昭和62年）4月1日 - 国鉄分割民営化に伴い、大阪東車掌所は東海旅客鉄道（JR東海）新幹線鉄道事業本部の管轄となる。
- 19xx年 - 大阪車掌所に名称変更する。
- 2001年（平成13年）10月1日 - 大阪車掌所と大阪運転所の一部を統合し発足[1]。全体では人数が多くなるため、大阪第二運輸所と2つに再編した。